# Milan Tesař (hudební kritik)
Milan Tesař (* 23. října 1975 Brno) je hudební publicista a rozhlasový redaktor žijící v Brně.
V rámci Radia Proglas od roku 1995 vytváří souhrnné rozhovory a hudební pořady mapující českou hudební scénu. Působí také jako předseda grantové komise Ministerstva kultury ČR pro oblast profesionálního umění, komise pro alternativní hudbu. Přispívá též do široké škály médií (Kulturní magazín UNI, Harmonie, server Brno – město hudby, Katolický týdeník, dříve Folk & country), moderuje na Českém rozhlasu Jazz, externě spolupracoval na hudebních pořadech s Českou televizí. Moderuje hudební festivaly a působí v hudebních porotách různých soutěží (např. brněnská Porta, Mohelnický dostavník atd.). Byl členem Správní rady CERC (Evropské konference křesťanských rádií), v letech 2009 až 2017 působil jako generální sekretář této instituce.
Šéf žánrové komise ceny Anděl Akademie populární hudby v žánru Folk.
V roce 1994 vyšla sbírka básní Milana Tesaře Soukromý vesmír ve stylu secretismu.
Je autorem knihy Housle tečka Hrubý. Jedná se o bilanční rozhovor s hudebníkem Janem Hrubým.